# インプラカブル (空母)
インプラカブル (HMS Implacable, R86) は、イギリス海軍の航空母艦。インプラカブル級の1番艦。その名を持つ艦としては3隻目。フェアフィールド造船（クライドサイド）にて建造された。implacableは「情け容赦ない」「無慈悲な」の意。

## 設計
| 時期       | 機数 | 搭載機 |
| ---------- | ---- | --- |
| 1944年10月 | 80機 | 第801飛行隊（シーファイアF III×10） 第828飛行隊（バラクーダII×12） 第841飛行隊（バラクーダII×12） 第880飛行隊（シーファイアL III×12） 第887飛行隊（シーファイアF III×12） 第894飛行隊（シーファイアF III×10） 第1771飛行隊（ファイアフライI×12） ※第828飛行隊と第841飛行隊は11月に統合 |
| 1945年6月  | 80機 | 第801飛行隊（シーファイアL III×24） 第828飛行隊（アベンジャーII×21） 第880飛行隊（シーファイアL III・FR III×24） 第1771飛行隊（ファイアフライI×11） |
| 1945年7月  | 81機 | 第801飛行隊（シーファイアL III×24） 第828飛行隊（アベンジャーII×21） 第880飛行隊（シーファイアL III・FR III×24） 第1771飛行隊（ファイアフライI×12） |

## 艦歴
初代艦長はラクラン・マッキントッシュ大佐であった。
「インプラカブル」は1944年10月から作戦に従事し、ノルウェー沿岸での船舶攻撃などに従事した。10月31日には艦長がチャールズ・ヒューズ＝ハレット大佐にかわった。
1944年11月27日、「インプラカブル」を発艦したフェアリー バラクーダが、連合軍の戦時捕虜を乗せたノルウェー船「リゲル」と「コースネス」2隻に対して爆撃を行い、「リゲル」に乗った2,571名が死亡した。2隻はドイツの兵員輸送艦と誤認されたため攻撃を受けた。
「インプラカブル」は1945年3月16日にイギリスを離れ、地中海、スエズ運河経由で5月8日（V-Eデー）にシドニーに到着し、広範囲修理を行うため帰国する「イラストリアス」に代わって空母部隊に加わった。
「インプラカブル」はフェアリー ファイアフライ、スーパーマリン シーファイア、グラマン アヴェンジャーといった機種を運用した。部隊に加わって最初の任務は、カロリン諸島のトラック島にある日本軍飛行場への攻撃（インメイト作戦）であった。
「インプラカブル」は終戦まで太平洋に留まり、フィリップ・ヴィアン少将が中将に昇進、イギリス海軍太平洋軍の司令官を引き継いだ後、その旗艦として戦後も太平洋水域に留まった。その後、戦勝記念式典に間に合わせて帰国した。
「インプラカブル」は1955年にインバーカイシンでスクラップとして解体された。